# 264 Libussa
264 Libussa è un asteroide della fascia principale del diametro medio di circa 50,48 km. Scoperto nel 1886, presenta un'orbita caratterizzata da un semiasse maggiore pari a 2,7999167 UA e da un'eccentricità di 0,1339277, inclinata di 10,43082° rispetto all'eclittica.
Il suo nome è dedicato a Libuše, leggendaria fondatrice della dinastia Přemyslide e della città di Praga.